# ST6
Pour les articles homonymes, voir ST6 (homonymie).
Le ST6 représente une famille de microcontrôleurs 8 bits développée par STMicroelectronics.
Ce sont des produits bas de gamme à faible coût pouvant s'intégrer dans une large gamme d'applications.
Il n'y a plus aujourd'hui de nouveaux développements dans cette famille de produits.